# Illinois and Michigan Canal

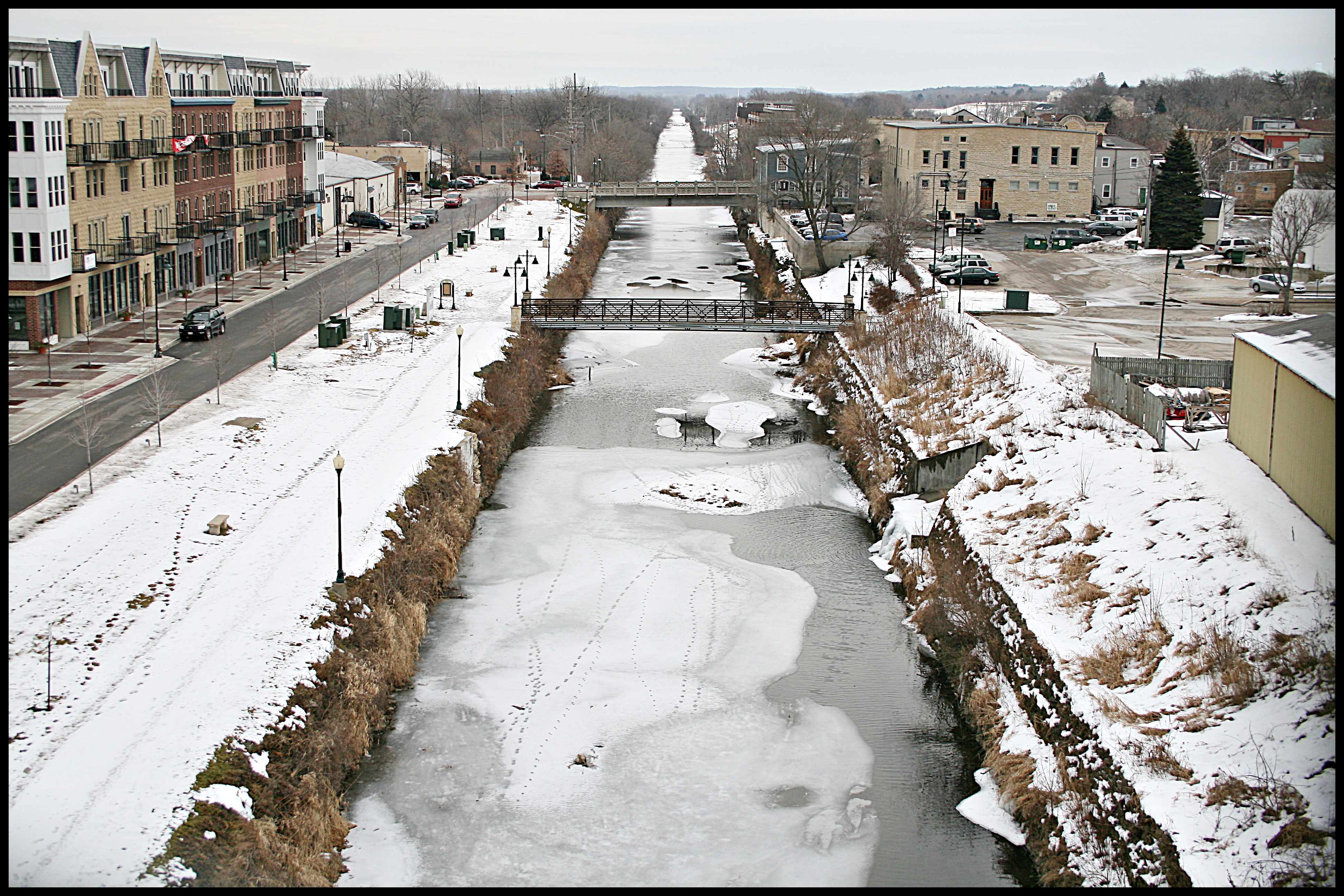
Illinois and Michigan Canal in Lemont

Der Illinois and Michigan Canal ist ein ehemals schiffbarer Kanal im US-amerikanischen Bundesstaat Illinois. Er verband den Michigansee mit dem Illinois River und damit die Großen Seen mit dem Golf von Mexiko.

## Geschichte und Beschreibung

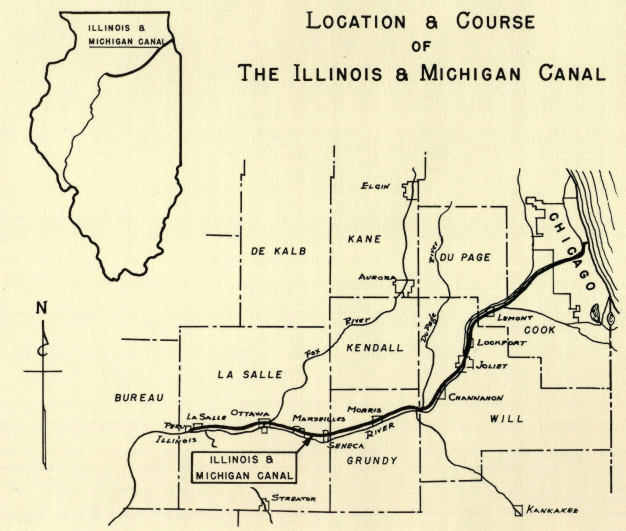
Verlauf

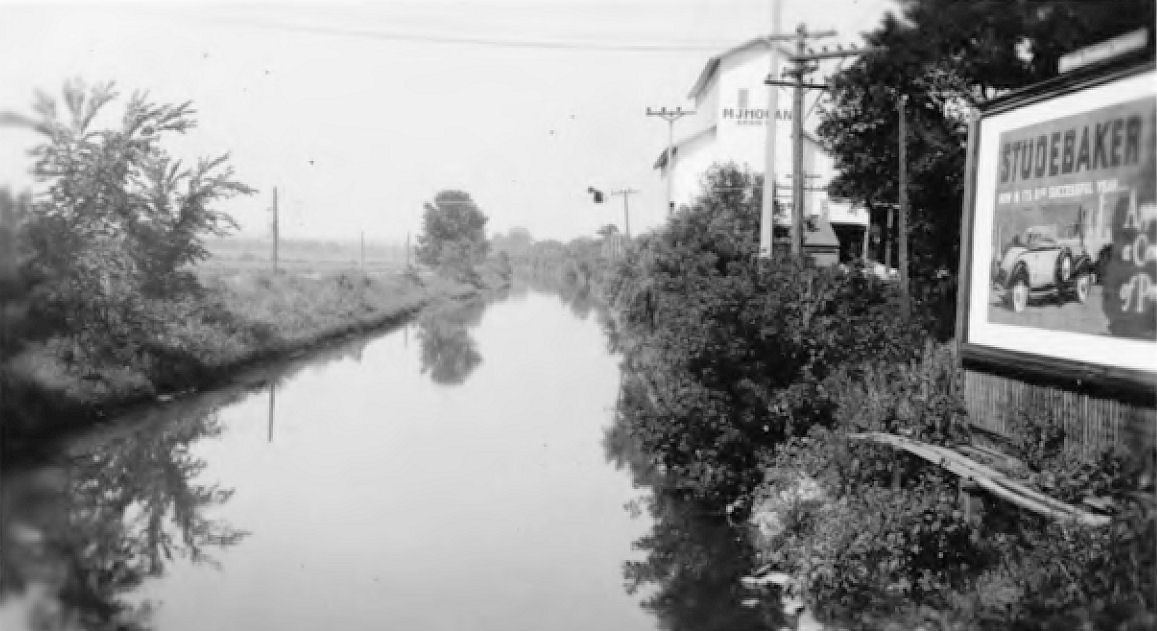
Der Kanal bei Seneca

Mit dem Bau des Kanals wurde 1836 begonnen. Die Wirtschaftskrise von 1837 führte bald zur Einstellung der Arbeiten, sodass der Kanal erst 1848 fertiggestellt wurde. Beschäftigt wurden überwiegend irische Einwanderer, die bereits den 1825 fertiggestellten Eriekanal gebaut hatten. Die Arbeit galt als gefährlich und forderte zahlreiche Todesopfer. Die Baukosten des 154 km langen Wasserwegs beliefen sich auf 6.170.226 US-Dollar.
Der Kanal war rund 18 m breit und 1,8 m tief; beiderseits wurden Treidelpfade für die Maultiere angelegt, die die Boote zogen. Der Höhenunterschied von 43 m zwischen dem Michigansee und dem Illinois River wurde mit 17 Schleusen überwunden, weitere Kunstbauten waren vier Kanalbrücken. Bei Chicago wurden Pumpen installiert, die dem Kanal Wasser zuführten; 1849 wurde zu diesem Zweck zusätzlich der Calumet Feeder Canal eröffnet, der Wasser vom Little Calumet River brachte.
Fünf Jahre lang wurde der Kanal im Passagierverkehr genutzt, bis 1853 die Chicago, Rock Island and Pacific Railroad eine parallel verlaufende Eisenbahnstrecke in Betrieb nahm. Für Güterschiffe blieb er, bei einem höchsten Verkehrsaufkommen im Jahr 1882, bis 1933, dem Jahr der Fertigstellung des Illinois Waterway, in Betrieb.
Nach der Stilllegung wurden die Treidelpfade zu Wander- und Radwegen umgebaut, mit Unterständen und Picknickplätzen. Zahlreiche Parks, restaurierte historische Stätten und markante Landschaften mit großem Wildbestand säumen den Kanal.

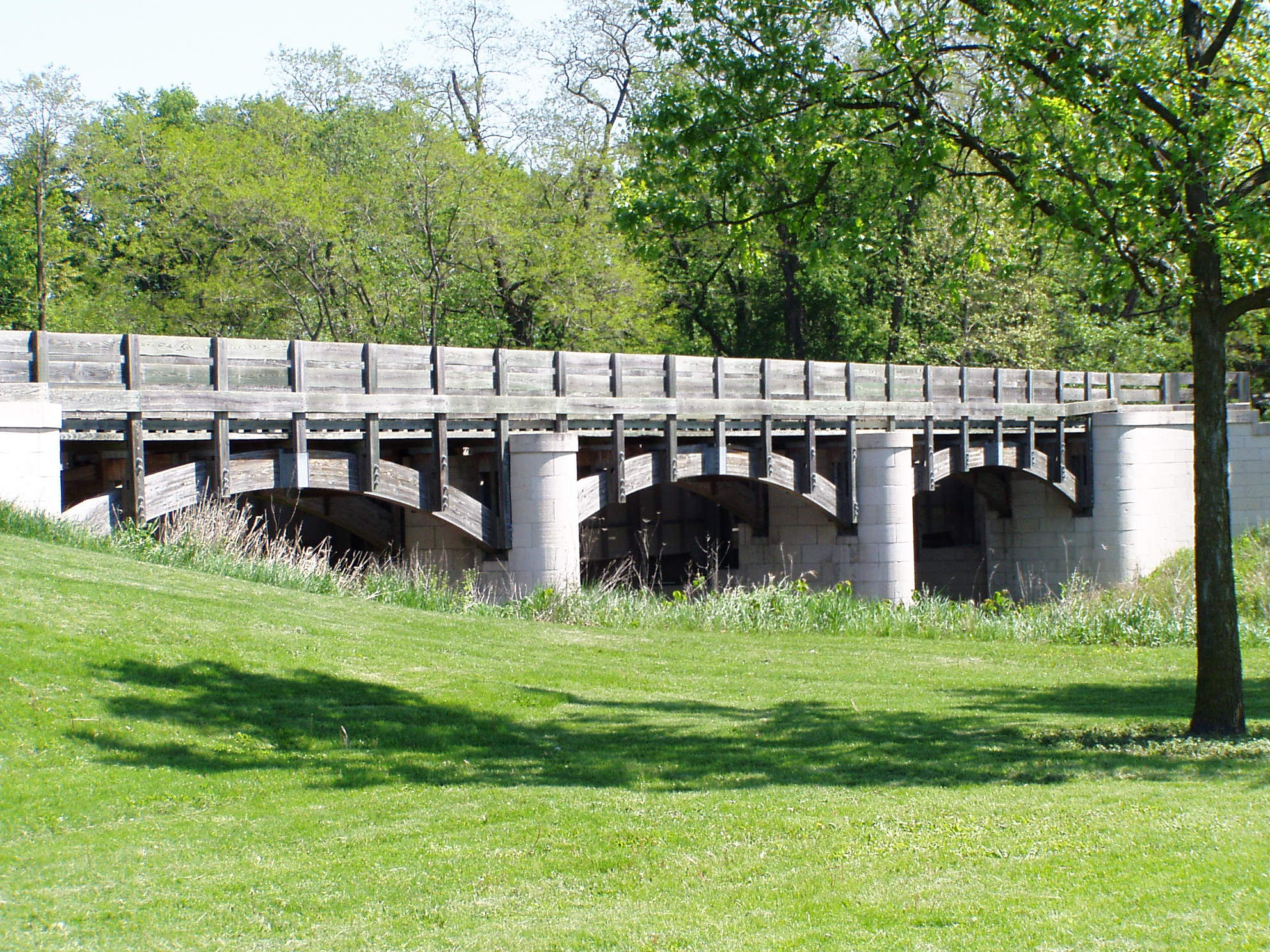
Kanalbrücke über den Aux Sable Creek bei Morris
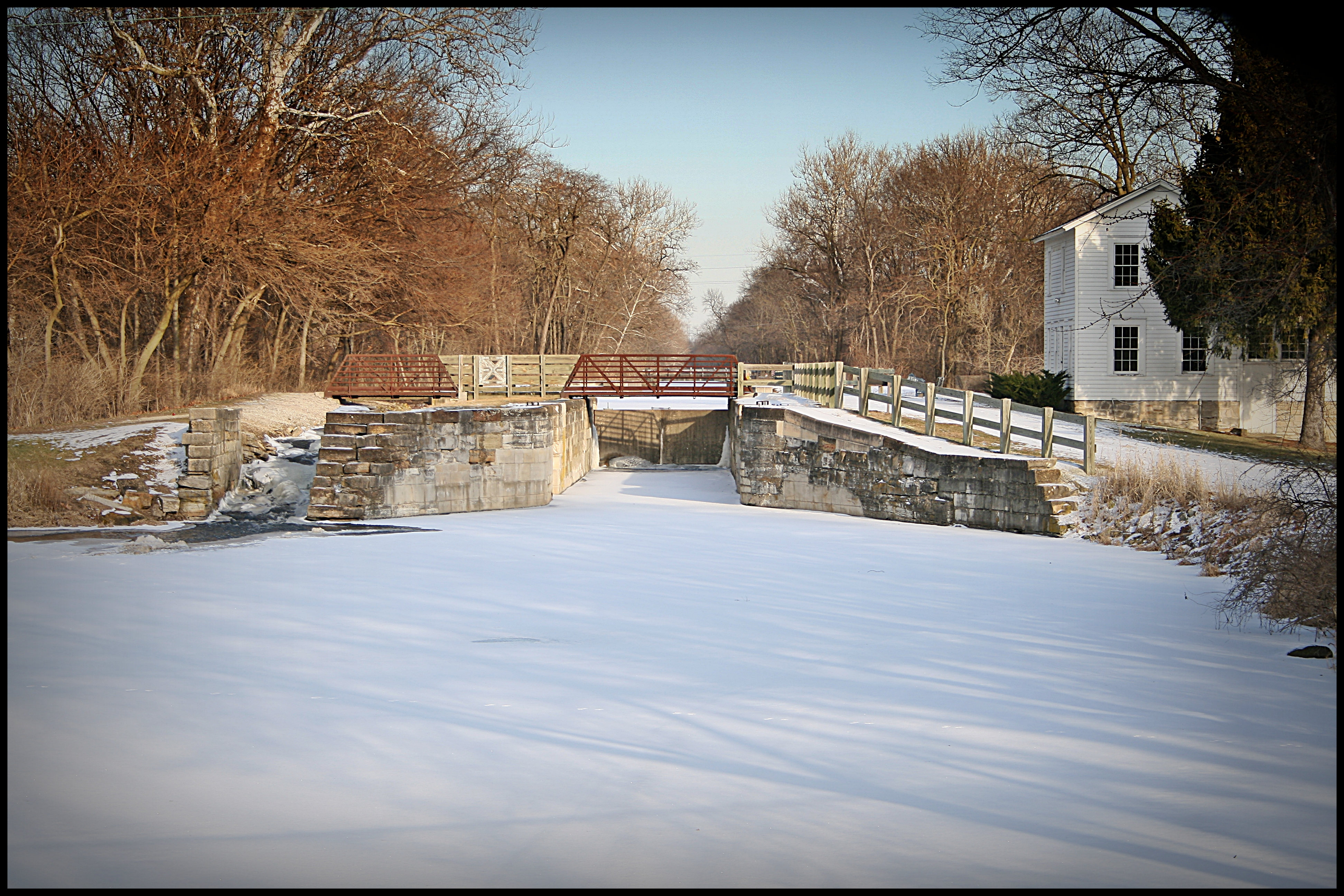
Schleuse Nr. 8